# 御林
御林（おはやし）は、江戸時代の幕藩体制の下で領主の管理下に属した山林のこと。

## 概要

### 「御林」の呼称
「御林」は、本来江戸幕府の勘定奉行あるいは御林奉行の管理下にあった幕府直轄の山林（公儀林）を指すが、諸藩にも同様の山林があり、こうした山林も広義の「御林」に含まれる。もっとも、諸藩の山林では「御林」の呼称を避ける傾向があった。
諸藩の御林については以下の名称が用いられていた。
- 御本山 - 弘前藩
- 御直山 - 秋田藩
- 御山 - 盛岡藩・福岡藩・小倉藩・臼杵藩・熊本藩
- 御建山 / 御立山 - 水戸藩・福井藩・鳥取藩・松江藩・広島藩・長州藩・人吉藩
- 御留山 - 尾張藩・紀州藩・土佐藩

こうした山林は林業的な観点から御林として設定されるものと、治山・治水・防風・防砂のなどの観点から御林として設定されるものがあった。また、寺社の境内林や古代から禁裏御料として続いた山国郷（旧山国杣・山国荘）も御林に準じた存在であった。

### 「御林」の沿革
当初、幕府や藩は山林を保護するよりも、城などの材料としての材木を確保するために山林の木々を伐採して荒廃させてしまう傾向が強かった。だが、17世紀中期の寛文年間を境として、こうした森林資源の確保と恒久的な維持の必要性から、山間部を中心に御林の設定が進められるようになった。特に江戸幕府が飛騨高山藩主の金森氏を移封させてまで御領として確保した飛騨国や天城山・椎葉山、尾張藩領であった木曽谷など地域全体が御林に指定された地域もあった。
御林には幕府や藩から代官や役人が派遣されて管理が行われ、領主が必要とする材木の確保や藩財政に資するための売却のために伐採されたが、災害などの特別な事態に際しては領民のための材木伐採・払下げなどが行われることもあった。18世紀に入ると植林などの人工造林なども行われ、伐採によって御林が荒廃することを防止する作業が行われた他、領主権力をもって御林を拡張・囲い込みして面積を増やすことも行われた。現地に住む領民に対しては、下草銭（したくさせん）と呼ばれる小物成や、それに類した冥加・運上を納めることで下草・枯枝・倒木などの採集を認める場合もあり、また御林の保護育成の実務を委託された村では作業と引換に無償の採集が認められる場合もあったが、その一方で御林の木を1本伐採しただけでも、死罪・獄門が科せられる場合もあるなど、御林の伐採はもちろんのこと立入るだけでも厳罰に処されることもあった。
明治維新・廃藩置県後も御林は開放されずにそのまま官有林・御料林に編入され、現代の国有林に引き継がれたものも多く存在する。